# Tiroteio em Highland Park em 4 de julho de 2022
O Tiroteio em Highland Park em 4 de julho de 2022 foi um tiroteio na cidade de Highland Park, Illinois, durante as festividades do Dia da Independência dos Estados Unidos de 4 de julho de 2022. Sete pessoas morreram e outras 46 ficaram feridas, totalizando mais de 50 vítimas.
No dia 05 de julho, Robert (Bobby) Eugene Crimo III foi formalmente acusado de sete homicídios em primeiro grau. Ele aguarda julgamento.

## Contexto
O Dia da Independência dos Estados Unidos é um feriado nacional, quando milhares de pessoas vão às ruas para participar das celebrações. E não era diferente em Highland Park, onde centenas de pessoas estavam assistindo a um desfile na manhã do de 4 de julho de 2022. Após o incidente, a prefeitura pediu que todos ficassem em suas casa e avisou que os eventos públicos estavam cancelados.
O crime aconteceu cerca de um mês após o massacre mais mortal do ano [até a data] nos Estados Unidos, o tiroteio na Escola Primária Robb, no Texas, que levou a 21 vítimas fatais. "Os Estados Unidos tiveram mais de 308 tiroteios em massa registrados em 2022", reportou o portal da revista Veja no dia 04.

## Crime
O desfile começou por volta das 10 da manhã, mas foi subitamente interrompido cerca de 10 minutos depois, quando tiros foram disparados e pessoas começaram a correr e a gritar, "deixando para trás cadeiras, carrinhos de bebê, bicicletas e cobertores", reporta a VOA.

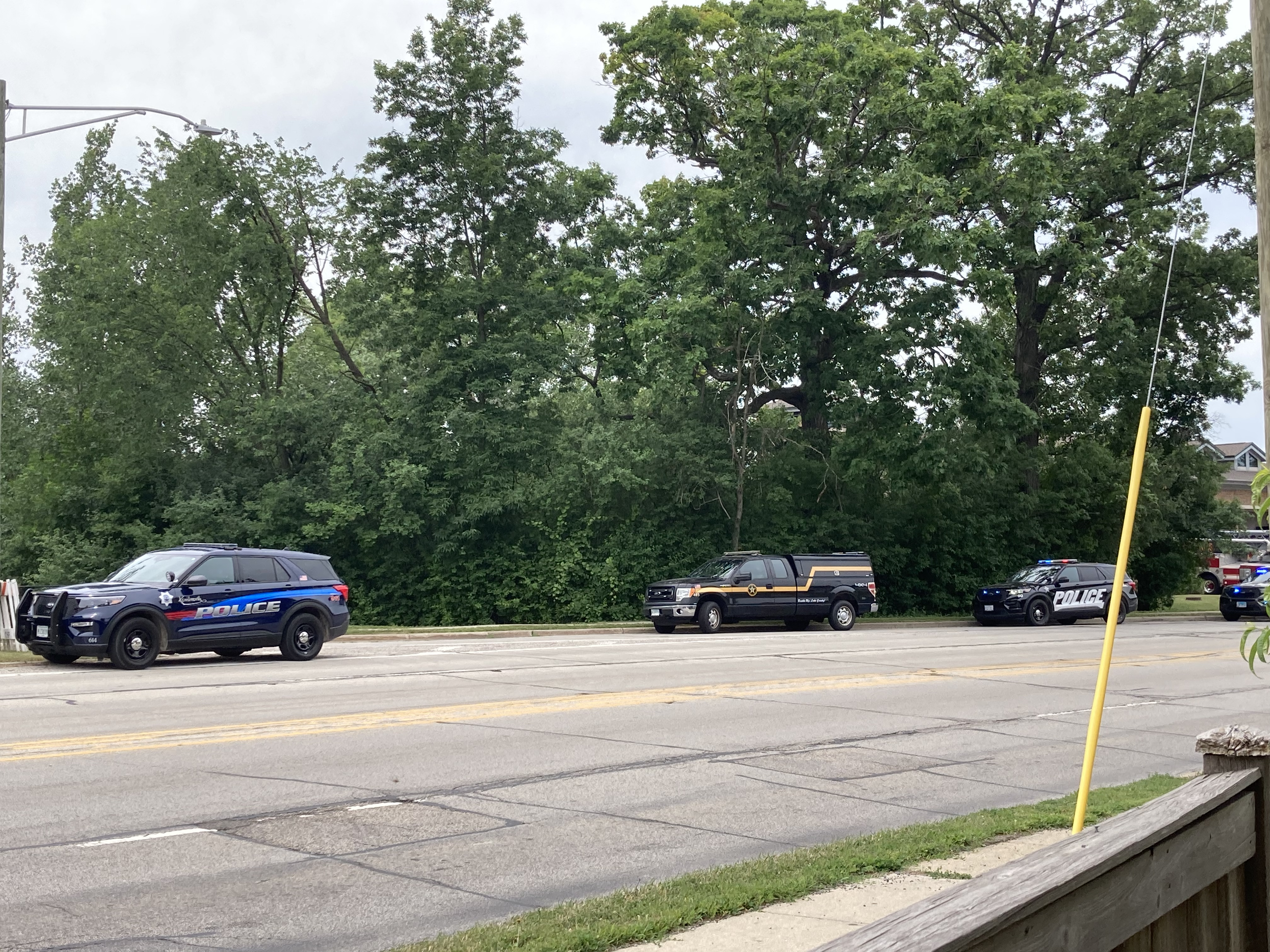
Polícia no local do crime
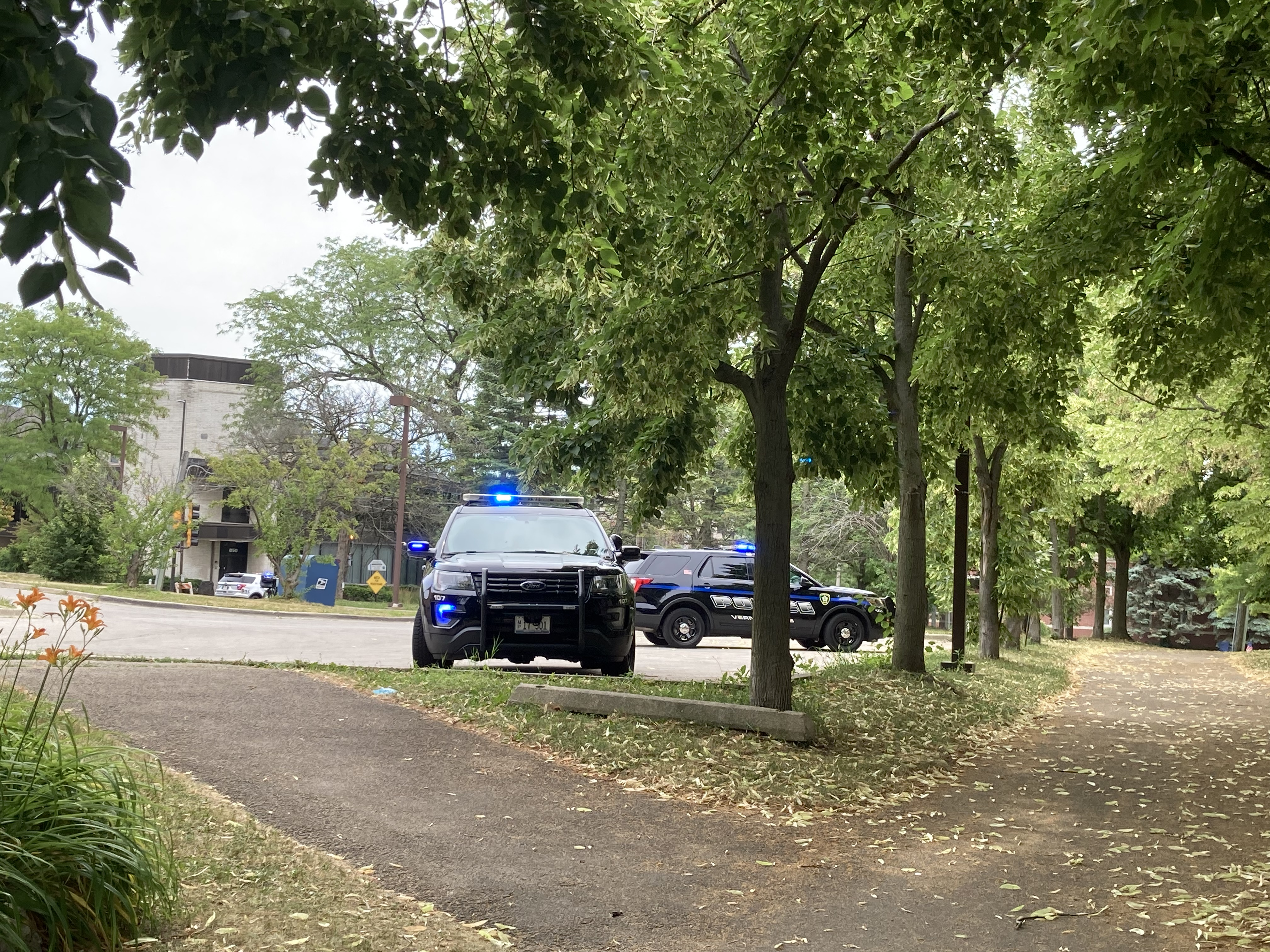
Polícia no local do crime

## Reações
No dia do tiroteio, a prefeitura de Highland Park lamentou o ocorrido, escrevendo em seu portal: "a cidade lamenta a trágica perda e lesão daqueles que vieram celebrar conosco hoje. Compartilhamos a dor de todos que estão de luto pela perda de um ente querido e nossos corações estão com todos os impactados pelos eventos de hoje".
O presidente Joe Biden emitiu um comunicado no meio da tarde do dia 04 de julho, onde escreveu: "Jill e eu estamos chocados com a violência armada sem sentido que mais uma vez trouxe sofrimento a uma comunidade americana neste Dia da Independência". Ele também disse que ofereceu todo o apoio do governo federal à comunidade e enfatizou que após assinar a reforma na lei de posse de armas, "ainda há muito mais trabalho a fazer e não vou desistir de lutar contra a epidemia de violência armada".

## Vítimas

### Vítimas fatais
As vítimas fatais [até 08 de julho de 2022) são Irina McCarthy (35), Kevin McCarthy (37), Katherine Goldstein (64), Jacquelyn Sundheim (63) e Stephen Straus (88), de Highland Park, Eduardo Uvaldo (69) de Waukegane, e Nicolas Toledo-Zaragoza (78), do México.
Irina McCarthy e Kevin McCarthy eram casados e haviam levado o filho de dois anos ao desfile. O menino foi encontrado sozinho e após suas imagens suas serem compartilhadas nas redes sociais, seus avós maternos a adotaram e disseram que vão criá-lo..

## O acusado
```
Robert (Bobby) Eugene Crimo III foi identificado como suspeito poucas horas após o tiroteio. Ele era rapper e postava vídeos em redes sociais, não só de suas músicas, mas também com teor violento.
```

Segundo as investigações, dois incidentes envolveram o jovem em 2019: em abril uma pessoa ligou para a polícia local para informar que ele havia ameaçado suicídio e em setembro, para informar que ele teria dito que mataria toda família. Numa busca em sua casa foram recolhidas 16 facas, um punhal e uma espada.
"É um garoto quieto e antissocial. Não me parecia bem. Vivia sozinho o tempo todo. Alguma coisa estava sempre fora do lugar. Acho que o garoto mudou de comportamento, quando ficou mais velho", testemunhou um vizinho.
Já Emerson Brooking, pesquisador do Atlantic Council, especializado em uso extremista da Internet e das mídias sociais disse que o jovem "parece ter tido intenções violentas por um longo tempo, até mesmo ilustrando isso" em seus vídeos.
Dias depois do incidente, o pai de Crimo disse que havia ajudado o filho a obter a licença para comprar armas. Questionado se estava arrependido, disse que "não, não há três anos, assinando um formulário de consentimento para passar pelo processo. Foi só isso. Se eu tivesse comprado armas ao longo dos anos e dado a ele em meu nome, seria uma história diferente". Ele também acrescentou que ficou chocado com o crime e que esperava que o filho cumprisse uma longa sentença.

## Investigações e prisão
A polícia de Highland Park recebeu reforço do FBI de Chicago e da Polícia de Lake nas investigações epoucas horas depois do tiroteio, a polícia identificou o suspeito como um homem branco de cerca de 20 anos de idade, de cabelo escuro e que usava uma camiseta. No final da tarde, a prefeitura divulgou que a "pessoa de interesse" se chamava Robert (Bobby) Eugene Crimo III, tinha 22 anos de idade, e que estaria fugindo usando um Honda Fit prateado do ano de 2010.
Após uma busca que durou cerca de dez horas, Crimo III foi preso no final da tarde de 04 de julho, por volta das 18h30min, no cruzamento da IL Route 41 com a Westleigh Road em Forest City, uma cidade dos arredores, onde seu veículo foi parado numa blitz policial após o carro ter sido visto num bairro do norte de Chicago. Ele foi cercado por diversas viaturas e foi orientado, por alto-falante, a sair de seu veículo de mãos para cima e depois se deitar no chão.
Apesar de Roberto E. Crimo III ter sido inicialmente considerado "perigoso e armado" no portal do FBI de Chicago, ele não ofereceu resistência e depois de ser capturado foi levado para prestar depoimento no Departamento de Polícia de Highland Park.
Após o depoimento de Crimo, no dia 05 o Sargento Christopher Covelli, da Força-Tarefa Policial de Lake, disse que o atirador havia planejado o crime durante várias semanas. Usando roupas de mulher para se disfarçar, o criminoso havia subido num telhado de onde atirou com um fuzil de alta potência. Depois de disparar mais de 70 vezes, ele largou a arma e fugiu se misturando à multidão, caminhando então até a casa de sua mãe, onde pegou um carro para fugir. Não houve indícios de que sua mãe soubesse de seus planos, revelou Covelli.
No dia 05 de julho, Crimo foi formalmente acusado de sete homicídios em primeiro grau e agora aguarda julgamento, podendo pegar pena de prisão perpétua.